# مارتینکوو
مارتینکوو (به چکی: Martínkov) یک منطقهٔ مسکونی در جمهوری چک است که در منطقه تربیچ واقع شده‌است.
 مارتینکوو ۱۰٫۰۴ کیلومتر مربع مساحت و ۲۶۸ نفر جمعیت دارد و ۵۱۲ متر بالاتر از سطح دریا واقع شده‌است.